# Gerold von Braunmühl
Gerold Edler von Braunmühl

Link zum Bild

Gerold (Gero) Hermann Johannes Edler von Braunmühl (* 15. September 1935 in Breslau; † 10. Oktober 1986 in Bonn) war ein einflussreicher deutscher Diplomat im Auswärtigen Amt, der von Terroristen der Roten Armee Fraktion (RAF) ermordet wurde.

## Leben und Wirken

### Herkunft und Studium
Gerold von Braunmühl entstammte einem Adelsgeschlecht schwäbischer Herkunft. Er wuchs in Mainz auf und besuchte das Rabanus-Maurus-Gymnasium. Nach dem Abitur studierte er Jura an der Johannes Gutenberg-Universität Mainz. Er absolvierte das Erste und Zweite Staatsexamen und promovierte 1963 zum Dr. jur. 1964 heiratete er Hilde, die Tochter eines Medizinprofessors des Alice-Krankenhauses. Im Anschluss studierte er Internationale Beziehungen an der School of Advanced International Studies der Johns-Hopkins-Universität in Bologna (1964–1965) sowie in Washington, D.C. (1965–1966) und wurde mit einem Masters Degree graduiert.

### Tätigkeit im Auswärtigen Amt
Seit 1966 gehörte Braunmühl dem Auswärtigen Dienst an und arbeitete als Attaché der deutschen Botschaft in Washington, 1967 bis 1971 war er im Referat für Deutschland und Berlin in der Bonner Zentrale tätig, wo er schließlich als Ministerialdirektor zu einem der engsten Berater von Minister Hans-Dietrich Genscher aufstieg. 1985 wurde er als Leiter der Politischen Abteilung II (Politischer Direktor) zuständig für die Europäische Politische Zusammenarbeit, die WEU und NATO, aber auch für Beziehungen zum Ostblock, sodass er im Auswärtigen Amt einer der einflussreichsten Beamten war. Braunmühl hatte maßgeblichen Anteil an der Verbesserung der Beziehungen zur Sowjetunion und zu Polen, die seit dem Verbot der polnischen Gewerkschaftsbewegung abgekühlt waren. Er galt als aussichtsreicher Kandidat für das Amt des Staatssekretärs im Auswärtigen Amt.

### Ermordung
Gerold von Braunmühl wurde am Abend des 10. Oktober 1986 vor seinem Wohnsitz in Bonn-Ippendorf, dem Haus Nummer 39 an der Buchholzstraße, 50° 41′ 52,3″ N, 7° 5′ 3,5″ O, von zwei Personen erschossen. Mit einem Taxi war er kurz nach 21 Uhr von der Arbeit gekommen. Während er ausstieg und den Fahrer bezahlte, der ihm auch seine Aktentasche reichte, kam eine mit einer Wollmütze vermummte Person auf ihn zu und schoss ihm zwei Kugeln in den Oberkörper. Als von Braunmühl versuchte, hinter einen parkenden PKW zu fliehen, tauchte eine zweite vermummte Person auf, die ihm aus nächster Nähe in den Kopf schoss, ihm die Aktentasche entriss und gemeinsam mit der ersten Person verschwand.
Die Täter flohen nach Bonn-Endenich, wo man vier Tage später ihren Fluchtwagen fand. An der dem Tatort sehr nahe gelegenen Tschechoslowakischen Botschaft in Bonn-Ippendorf ließen sie ein Bekennerschreiben zurück, in dem sich ein Kommando Ingrid Schubert der Rote Armee Fraktion der Tat bezichtigte.

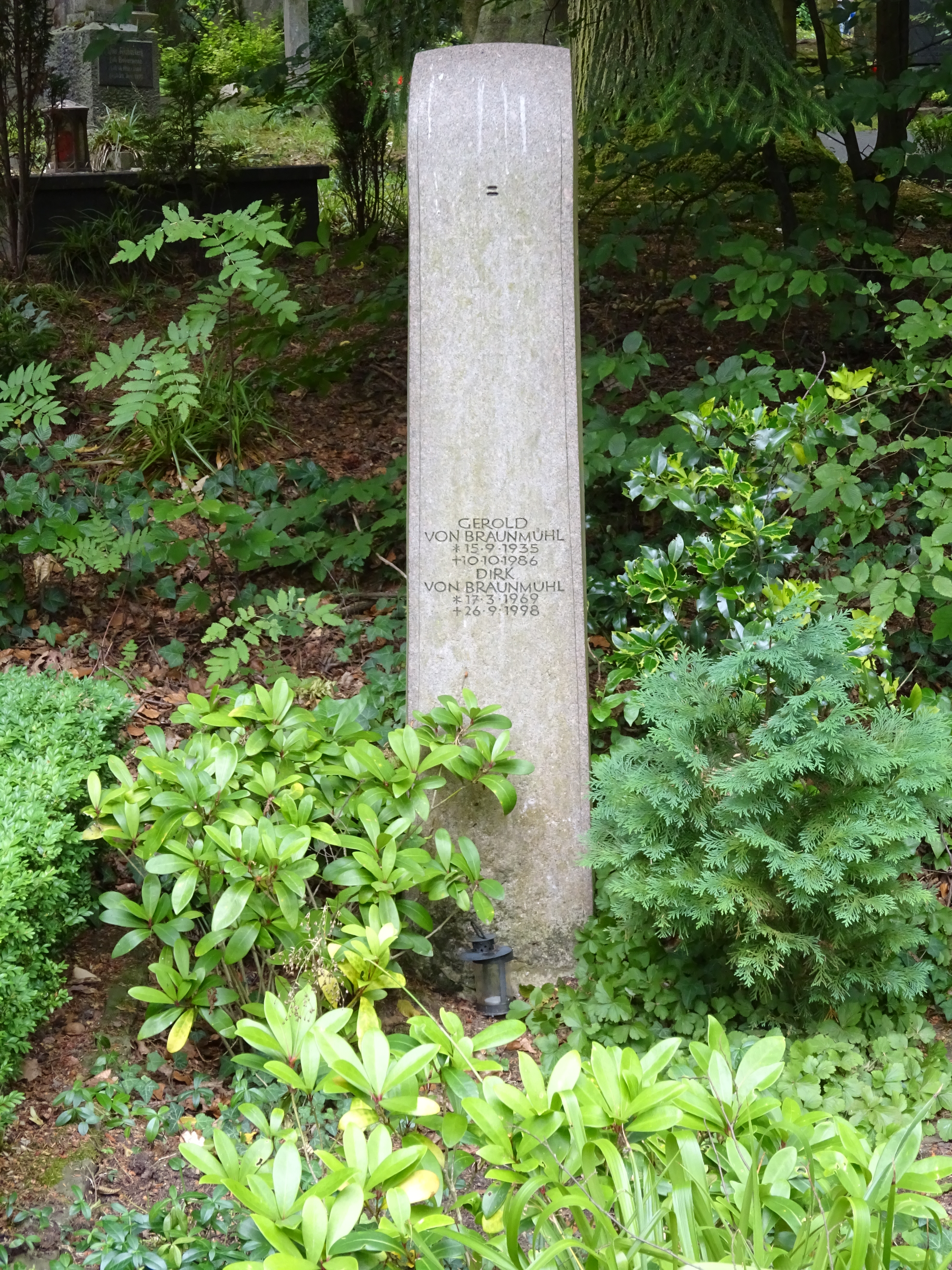
Grabstätte von Gerold von Braunmühl auf dem Poppelsdorfer Friedhof

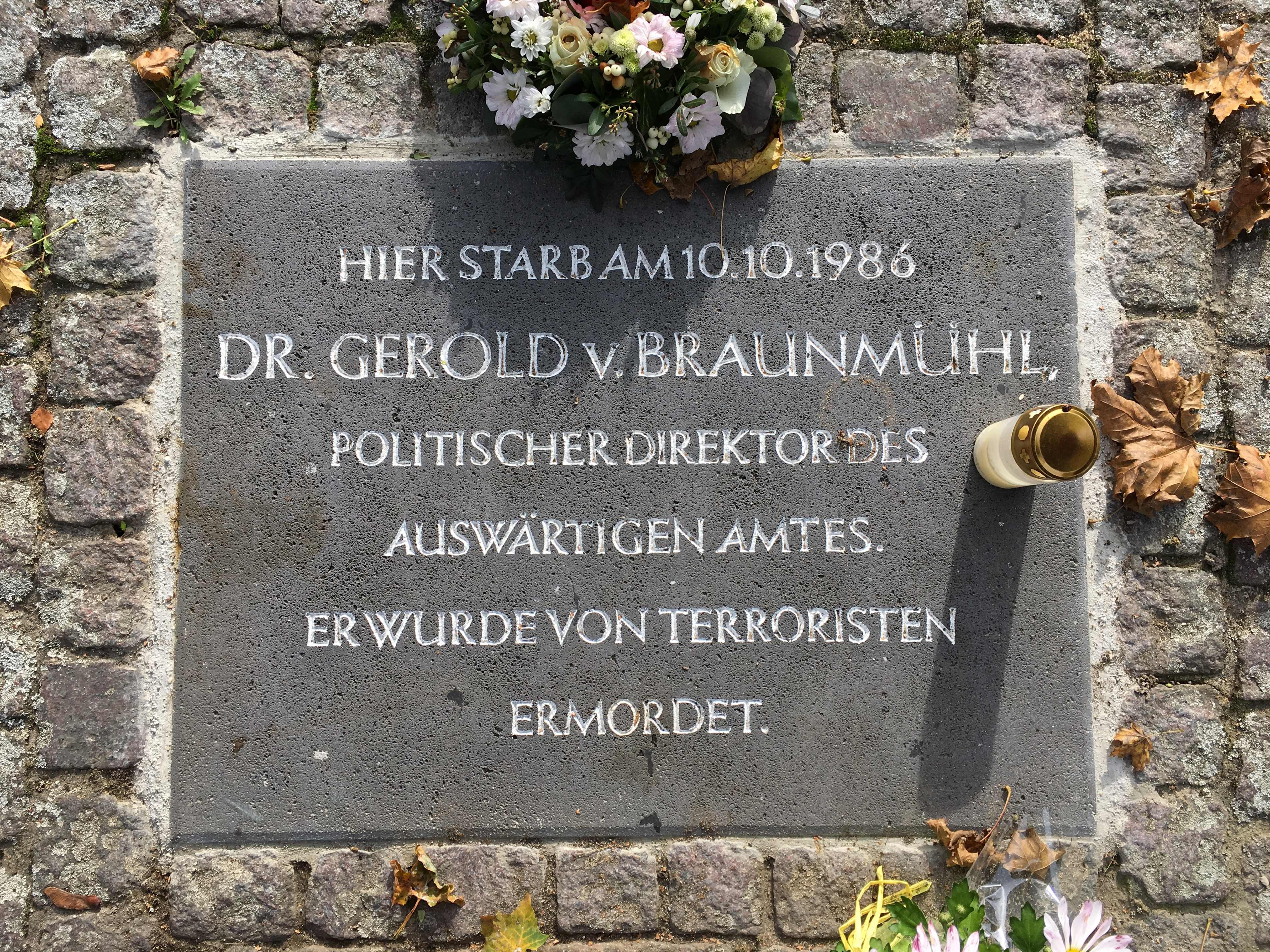
Gedenkplatte am Tatort in Bonn-Ippendorf

Außenminister Hans-Dietrich Genscher, der kurz zuvor aus dem Krankenhaus entlassen worden war, schrieb in seinen Erinnerungen, er sei gegen 21 Uhr von Frau Hilde von Braunmühl angerufen worden, die zu ihm sagte: „Mein Mann ist erschossen worden“. Hierauf sei Genscher nach Ippendorf zum Haus seines ehemaligen Büroleiters gefahren. Genscher: „Das Bild des vor mir auf der Straße liegenden Gerold von Braunmühl werde ich nie vergessen“.
Braunmühl gehörte nach Ansicht der Sicherheitsbehörden nicht zu den besonders gefährdeten Personen und hatte keine Leibwächter. Als Tatverdächtige wurden Barbara und Horst Ludwig Meyer genannt, für die Tatbeteiligung gibt es aber keine Beweise. Bei der kriminaltechnischen Untersuchung der Projektile wurde als Tatwaffe ein Revolver des Typs Smith & Wesson identifiziert, mit dem sehr wahrscheinlich auch der Arbeitgeberpräsident Hanns Martin Schleyer erschossen worden war.
Braunmühl war verheiratet und hinterließ drei Kinder. Er war seinen Nachbarn nur wenig bekannt und wurde von ihnen als ruhig und arbeitsam angesehen. Seine Trauerfeier fand in der Bonner Beethovenhalle statt. Gerold von Braunmühl wurde auf dem Poppelsdorfer Friedhof in Bonn bestattet.
Am Tatort an der Buchholzstraße 39 wurde 1987 eine Gedenkplatte mit folgendem Text angebracht: „Hier starb am 10.10.1986 Dr. Gerold v. Braunmühl, Politischer Direktor des Auswärtigen Amtes. Er wurde von Terroristen ermordet.“ In der (inzwischen dort aufgelösten) Aus- und Fortbildungsstätte des Auswärtigen Amtes wurde ihm das Gerold von Braunmühl Auditorium gewidmet. Das Auswärtige Amt in Berlin erinnert durch eine Gedenkwand im Haus am Werderschen Markt an jene Angehörigen des Auswärtigen Dienstes, die in Ausübung ihres Dienstes ums Leben kamen; somit auch an von Braunmühl.

#### Offener Brief der Braunmühl-Brüder an die RAF
Im November 1986 wandten sich die fünf Brüder Gerold von Braunmühls mit einem An die Mörder unseres Bruders betitelten offenen Brief an die RAF, um einerseits eine Antwort auf die Frage nach Sinn und Motiven für diesen für sie unfassbaren Mord zu erhalten und andererseits mit der RAF in eine Art „Dialog“ einzutreten, um weitere derartige Taten zu verhindern. Für die von Teilen der Medien und Generalbundesanwalt Kurt Rebmann kritisierte Initiative wurden die Braunmühl-Brüder 1987 mit dem Gustav-Heinemann-Bürgerpreis ausgezeichnet. 1995 besuchten zwei seiner Brüder und Patrick von Braunmühl – eines der drei Kinder Gerold von Braunmühls – das ehemalige RAF-Mitglied Birgit Hogefeld im Gefängnis, um das Ansinnen des offenen Briefes weiter zu verfolgen.
Im Januar 2025 distanzierte sich Caroline Braunmühl, die Tochter Gerold von Braunmühls, von ihrem Bruder Patrick und anderen Familienmitgliedern in Fragen der Beurteilung der RAF, der radikalen Linken und des Rufes nach einer ‚Aufklärung‘ von Morden der RAF. Ihr Zeitungsartikel nimmt zugleich Stellung zu einer öffentlichen Erklärung von Burkhard Garweg, der von der Bundesanwaltschaft als ehemaliges RAF-Mitglied gesucht wird. Garweg antwortete darauf mit einer zweiten Erklärung. Dieser Dialog wurde von Caroline Braunmühl im Mai 2025 mit einem Brief an Garweg fortgesetzt.